# John Owen Lowe
John Owen Lowe, född den 6 november 1995 är en amerikansk skådespelare. Han är son till Rob Lowe.
Lowe har bland annat spelat en av huvudrollerna i TV-serien Unstable från 2023. En serie han också vart medskapare till. Han har även medverkat i filmen Grace Point från 2023 och Holiday in the Wild från 2019.

## Filmografi (i urval)
- 2019: Holiday in the Wild
- 2023: Grace Point
- 2023: Unstable